# Tomás Beswick
Tomás Beswick; eigentlich Thomas Clifford Beswick (* 17. Oktober 1911 in West Bromwich; † 27. Juli 1980 in San Isidro) war ein argentinischer Sprinter.
Bei den Olympischen Spielen 1936 wurde er Vierter in der 4-mal-100-Meter-Staffel. Über 100 m schied er im Vorlauf und über 200 m im Viertelfinale aus.

## Persönliche Bestzeiten
- 100 m: 10,6 s, 18. April 1936, Buenos Aires
- 200 m: 21,7 s, 1936